# Zaman (Zypern)
Zaman (türkisch für „Zeit“) war eine zyperntürkische Zeitung.
Die erste Ausgabe erschien am 25. Dezember 1891, als Veröffentlichung eines osmanischen Lesesaals. Obwohl der Handelsmann Hacı Derviş Efendi als offizieller Konzessionär genannt wurde, war der Osmanische Lesesaal der eigentliche Besitzer.
Im Jahre 1892 kamen neben der eigentlichen Zaman, noch sieben weitere Zeitschriften in unterschiedlichen Sprachen heraus:
- The Times of Cyprus: wöchentliche Ausgabe, auf Englisch.
- The Owl: wöchentliche Ausgabe, auf Englisch.
- Kıbrıs: wöchentliche Ausgabe, auf Türkisch.
- Alitia: wöchentliche Ausgabe, auf Neugriechisch.
- Kipros: wöchentliche Ausgabe, auf Neugriechisch.
- Fonitis Kipru: wöchentliche Ausgabe, auf Neugriechisch.
- Salpinks: wöchentliche Ausgabe, auf Neugriechisch.
- ENOSIS: wöchentliche Ausgabe, auf Neugriechisch.
- Evagoras: wöchentliche Ausgabe, auf Neugriechisch.

Als es innerhalb der Redaktion zu politischen Streitigkeiten zwischen den Sultantreuen und den Jungtürken kam, trennte sich die Jungtürken im Jahre 1892 und brachten die Zeitung Yeni Zaman heraus, die sie später in Kıbrıs umbenannten.
Die Zaman ist laut der Forschungsabteilung und nationalem Archiv der Türkischen Republik Nordzypern die älteste türkische Zeitung auf der Insel. Die inoffiziell erste türkische Zeitung war die Ümid und erschien bereits ein Jahr nach der Herrschaft der Briten, im Jahre 1879.